# Douglas Hyde
Douglas Hyde in gaelico Dubhghlas de hÍde (Castlerea, 17 gennaio 1860 – Dublino, 12 luglio 1949) è stato un politico irlandese, Presidente della Repubblica d'Irlanda dal 25 giugno 1938 al 24 giugno 1945.
È stato il primo presidente della neonata Repubblica d'Irlanda. 

## Biografia
Nato il 17 gennaio 1860, terzo figlio del Reverendo Arthur Hyde, Jr. e di Elizabeth Oldfield a Castlerea, villaggio irlandese della contea di Roscommon. Condusse una strenua lotta per la rivalutazione del gaelico irlandese, lingua d'origine della moderna Irlanda, fondando insieme ad altri poeti, scrittori e intellettuali dell'epoca la Gaelic League (in gaelico Conradh na Gaeilge), organizzazione non-politica impegnata nella lotta per la rinascita dello spirito nazionale irlandese.
La sua prima raccolta di racconti popolari irlandesi è Beside the fire (1889). Seguirono Love songs of Connacht nel 1893, raccolta di sue poesie in gaelico con traduzione in inglese, e Religious Songs of Connacht (1906). Autore anche di  A Literary History of Ireland (1899) e di alcuni drammi teatrali di un solo atto in irlandese.

## Conradh na Gaeilge
Il movimento Conradh na Gaeilge (ovvero Lega Gaelica) apparve inizialmente un'innocua combriccola di eccentrici, tuttavia guadagnò rapidamente consensi tra la popolazione irlandese. Hyde scrisse un pamphlet dal titolo The Necessity for De-Anglicising Ireland (Necessità di una de-anglicizzazione dell'Irlanda) dove prospettava l'esigenza che il popolo irlandese tornasse a riappropriarsi delle proprie tradizioni, linguistiche, letterarie e persino nell'abbigliamento.